# Universidad de Massachusetts

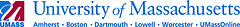
Logo de la Universidad de Massachusetts.

Universidad de Massachusetts es un sistema de universidades públicas de Massachusetts (Estados Unidos) que incluye cinco universidades con un alumnado global de cerca de 71 000 estudiantes.
Según la clasificación académica de universidades del THE, en 2010 fue catalogada como la 56.ª mejor universidad del mundo. También fue catalogada como la 19.ª mejor universidad del mundo en la clasificación de reputación mundial del diario The Times en el año 2011. En 2012, el estado de Massachusetts aportó 607 millones de dólares para favorecer la puesta en marcha de proyectos de educación e investigación de alto nivel a través del sistema de universidades públicas de Massachusetts.

## Miembros
Las cinco universidades que conforman el sistema son:
- Universidad de Massachusetts Amherst, también conocida como Massachusetts, UMass, o UMass Amherst.
- Universidad de Massachusetts Lowell, también conocida como UMass Lowell'.
- Universidad de Massachusetts Dartmouth, también conocida como UMass Dartmouth, UMassD, o UMD.
- Universidad de Massachusetts Boston.
- Escuela Médica de la Universidad de Massachusetts.

## Campus
La Universidad de Massachusetts Amherst es el buque insignia y la mayor escuela del sistema UMass. También fue la primera en establecerse, ya que se remonta a 1863, cuando se fundó como el Colegio Agrícola de Massachusetts. La Facultad de Medicina de la Universidad de Massachusetts Chan se fundó en 1962 y está situada en Worcester. La Universidad de Massachusetts Boston, creada en 1964, se fusionó con el Boston State College en 1982. En 1991, la Universidad de Lowell y la Universidad del Sureste de Massachusetts se unieron al sistema como Universidad de Massachusetts Lowell y Universidad de Massachusetts Dartmouth, respectivamente.

### Universidad de Massachusetts Amherst
Amherst es el buque insignia y el mayor de los campus de la UMass, así como el primero que se creó. Al igual que muchos colegios y universidades, el Massachusetts Agricultural College (como se llamaba originalmente) de Amherst se fundó como colegio de concesión de tierras en 1863, recibiendo una financiación inicial como parte de la Ley de Colegios de Concesión de Tierras Morrill. Se convirtió en "Massachusetts State College" en 1931 y en "University of Massachusetts" en 1947. El sistema de bibliotecas es el mayor sistema de bibliotecas financiado por el Estado en Nueva Inglaterra, con más de 6,1 millones de artículos. El campus cuenta con muchos edificios arquitectónicos distintivos encargados por la Commonwealth y diseñados por arquitectos de renombre mundial.
Massachusetts ofrece una gran variedad de opciones académicas y co-curriculares. El 92% de los más de 1.300 miembros del profesorado a tiempo completo tienen el más alto grado en sus campos. La puntuación media del SAT para la clase de entrada de 2018 es de 1296, y el promedio de GPA es de 3,90 en una escala de 4,0. El campus cuenta con 21.969 estudiantes de grado y ofrece 109 programas de licenciatura. Hay una proporción de estudiantes por profesor de 18:1 y el 81% de las clases tienen menos de 40 estudiantes. En Massachusetts se encuentra el Commonwealth Honors College (CHC), donde la admisión es más competitiva, con una puntuación media en el SAT de 1411. El CHC ofrece asesoramiento personalizado, clases más pequeñas impartidas por profesores y una comunidad residencial de honores de seis edificios, que se inauguró en otoño de 2013.
Los estudiantes participan en 240 organizaciones del campus, 21 equipos deportivos de la División I de la NCAA, residencias de aprendizaje, servicio comunitario, prácticas e investigación de la facultad. Massachusetts también forma parte del consorcio de los Cinco Colegios, con los colegios Smith, Mount Holyoke, Hampshire y Amherst, todos ellos a una distancia gratuita en autobús gracias a la Pioneer Valley Transit Authority. Los estudiantes pueden asistir a clases en cualquiera de estos campus y participar en todas las actividades culturales y co-curriculares. Kumble R. Subbaswamy es el trigésimo canciller de Massachusetts.

### Universidad de Massachusetts Boston
La UMass Boston es una universidad de investigación situada en la ciudad de Boston. Situada en la península de Columbia Point, la universidad está rodeada por el puerto de Boston, la Biblioteca John F. Kennedy y los Archivos del Estado de Massachusetts. El Boston Globe también tiene su sede junto al campus, así como el Boston College High School. Por consiguiente, la universidad mantiene muchas asociaciones con sus organizaciones vecinas, lo que proporciona oportunidades de investigación y empleo.
La UMass Boston es conocida por su creciente y diverso cuerpo estudiantil de más de 12.000 estudiantes de grado y casi 4.000 de posgrado, lo que la convierte en el tercer campus más grande del sistema. La universidad tiene cinco facultades de grado y dos de posgrado, con más de 100 programas de grado y 50 de posgrado. El 93% del profesorado a tiempo completo posee el título más alto en sus campos.
El campus alberga más de 100 organizaciones estudiantiles, entre ellas clubes, revistas literarias, un periódico, una emisora de radio, una galería de arte y 16 equipos deportivos de la División III de la NCAA. Marcelo Suárez-Orozco es el rector del campus de UMass Boston.

### Universidad de Massachusetts Dartmouth
Situada en el sureste de Massachusetts, la UMass Dartmouth comenzó en 1895 como la Escuela Textil de New Bedford, la Escuela Textil Bradford Durfee, y más tarde la Universidad del Sureste de Massachusetts (SMU). UMass Dartmouth ofrece una amplia gama de programas en contabilidad, finanzas, sistemas de información de gestión, gestión de operaciones y marketing, todos ellos acreditados por la Association to Advance Collegiate Schools of Business (AACSB) International. La UMass Dartmouth cuenta con programas de ingeniería y enfermería de primera categoría.
Además del campus principal de UMass Dartmouth, de 2,9 km2, hay campus satélite repartidos por toda la costa sur. Con 7.982 estudiantes de grado y 65 programas de grado, el campus tiene una proporción de estudiantes por profesor de 18:1 en su Facultad de Artes y Ciencias; la Facultad de Negocios Charlton; la Facultad de Ingeniería; la Facultad de Enfermería; la Facultad de Artes Visuales y Escénicas; la Facultad de Educación, Políticas Públicas y Compromiso Cívico; y la Facultad de Ciencias y Tecnología Marina. La universidad ofrece prácticas, oportunidades de investigación para estudiantes y experiencias de aprendizaje de servicio, así como un Programa de Honores.
Más de 100 organizaciones estudiantiles y 25 equipos deportivos de la División III de la NCAA proporcionan una sólida comunidad más allá de las aulas. Los edificios del campus fueron diseñados por el arquitecto modernista de renombre internacional Paul Rudolph. El Dr. Robert E. Johnson es el rector del campus de UMass Dartmouth.
La Facultad de Derecho de la Universidad de Massachusetts se inauguró en septiembre de 2010 a tres millas del campus de Dartmouth.

### Universidad de Massachusetts Lowell
La UMass Lowell es el resultado de la fusión en 1971 del Lowell State College (fundado en 1894 como Escuela Normal de Lowell) y el Lowell Technological Institute (fundado en 1895 como Escuela Textil de Lowell). La institución fusionada se convirtió en la Universidad de Lowell, con el antiguo Lowell Tech como campus norte y el antiguo Lowell State como campus sur. 
UMass Lowell es una universidad integral con reputación nacional en ciencia, ingeniería, gestión y tecnología, y comprometida con la educación de los estudiantes para que tengan éxito a lo largo de su vida en un mundo diverso y con la realización de actividades de investigación y divulgación que sostengan la salud económica, medioambiental y social de la región. 
UMass Lowell está situada en el valle de Merrimack, cerca de Boston, de las playas del océano y de las montañas de New Hampshire. Con una reputación nacional en materia de educación e investigación en ciencia, ingeniería y tecnología, el campus ofrece una serie de programas de grado y postgrado. Los programas académicos incluyen prácticas, cooperativas, aprendizaje de servicio y educación internacional.
UMass Lowell tiene un total de 18.316 estudiantes en otoño de 2017 y es el que más rápido crece de los cinco campus de UMass.  El campus ofrece más de 120 programas totalmente acreditados impartidos por 737 profesores en cinco facultades. La mayoría de los 75 programas de licenciatura ofrecen programas de licenciatura a maestría de cinco años. La proporción de alumnos por profesor es de 15:1 y la mitad de las clases de grado tienen menos de 20 alumnos. El 93% de los miembros del profesorado a tiempo completo tienen el título más alto en sus campos.
Hay 12 residencias universitarias situadas en el campus. Hay más de 120 organizaciones estudiantiles activas en el campus, un centro de recreo en el campus, 16 equipos deportivos de la División I de la NCAA que compiten en la America East Conference, y el equipo de hockey sobre hielo que compite en la Hockey East Conference. 

### Facultad de Medicina de la Universidad de Massachusetts Chan
La Universidad de Massachusetts Worcester, también conocida como Facultad de Medicina UMass Chan o Facultad de Medicina UMass, es uno de los centros académicos de ciencias de la salud de más rápido crecimiento del país y alberga la Facultad de Medicina (SOM) -la única facultad de medicina pública de la Commonwealth-, la Facultad de Ciencias Biomédicas (GSBS), la Facultad de Enfermería (GSN) y una empresa de investigación que atrae más de 200 millones de dólares de financiación externa al año.
Ubicada en el corazón del centro de Massachusetts, en un campus de 250 000 m2 que comparte con su socio clínico UMass Memorial Health Care, el principal sistema de atención sanitaria de la región y el mayor empleador, UMass Chan Medical se sitúa sistemáticamente entre el diez por ciento de las mejores escuelas de medicina según la clasificación anual de U.S. News & World Report.
El trabajo del investigador de la UMass Chan Medical y ganador del Premio Nobel 2006, Craig Mello, investigador del prestigioso Instituto Médico Howard Hughes, hacia el descubrimiento del ARN de interferencia ha lanzado un nuevo y prometedor campo de investigación. La escuela es también la sede del Centro Albert Sherman, un centro interdisciplinario de investigación y educación que fomenta la colaboración entre científicos y la innovación entre disciplinas. Michael F. Collins es el rector del campus de la UMass Chan Medical School.

### Facultad de Derecho de la Universidad de Massachusetts
La Facultad de Derecho de la Universidad de Massachusetts, también conocida como Facultad de Derecho de la Universidad de Massachusetts - Dartmouth, Facultad de Derecho de la UMass o Derecho de la UMass, está situada cerca del campus principal de la UMass Dartmouth en North Dartmouth, Massachusetts, y también forma parte de la UMass Dartmouth.
UMass Law se fundó en 1981 como la Facultad de Derecho del Sureste de Massachusetts-Rhode Island-Avins con un profesorado voluntario y un puñado de estudiantes a tiempo parcial. Pasó de ser una tienda que ofrecía un programa de estudios de fin de semana en Fall River, Massachusetts, a una escuela de derecho de doble división ubicada en sus propias instalaciones de última generación en North Dartmouth, Massachusetts.
En 1986 la Southeastern Massachusetts-Rhode Island-Avins Law School se convirtió en la Southern New England School of Law (SNESL). En 1992 se estableció el primer programa a tiempo completo en SNESL junto con las primeras clases diurnas de SNESL. En 1994 SNESL se trasladó a su nueva sede actual en 333 Faunce Corner Road en North Dartmouth, Massachusetts. En 1995 SNESL fue acreditado por la Asociación de Escuelas y Colegios de Nueva Inglaterra. En 2009 el Consejo de Administración de la Universidad de Massachusetts aprueba el plan de UMass Dartmouth para ofrecer grados de Juris Doctor (JD) en SNESL.
En 2010, el Consejo de Educación Superior de Massachusetts autorizó a UMass Dartmouth a ofrecer títulos de JD junto con la creación de la Facultad de Derecho de la Universidad de Massachusetts - Dartmouth (UMass Law). UMass Law fue posible gracias a una donación de 23 millones de dólares en activos, instalaciones, terrenos, biblioteca, tecnología y dinero en efectivo de la Southern New England School of Law. En 2010, en el momento de la donación de la SNESL, ésta contaba con 1.200 exalumnos, 200 estudiantes, 13 profesores a tiempo completo y 24 profesores adjuntos.
También en 2010 se matricula la primera promoción de UMass Law. En 2011 UMass Law confiere sus primeros grados JD. En 2012 la Ley de UMass se concedió la aprobación provisional por el Consejo de la Sección de Educación Legal y Admisiones a la Barra de la Asociación Americana de Abogados. En 2013, UMass Law fue clasificada entre las cinco mejores escuelas de derecho de la región para los estudiantes negros en la Guía del Estudiante Negro de Abogados de Color 2014. En 2014, UMass Law fue nombrada en el primer cuadro de honor de The National Jurist de las escuelas de derecho que ofrecen formación práctica junto con el Centro de Acceso Legal Justice Bridge en UMass Law se puso en marcha. En 2016 la Ley de UMass se concedió la aprobación completa por el Consejo de la Sección de Educación Legal y Admisiones a la Barra de la Asociación Americana de Abogados.

### Centro de satélites de Springfield

#### • Centro UMass Amherst en Springfield[20]
El 8 de agosto de 2013, la Universidad de Massachusetts comenzó a solicitar propuestas para un posible espacio de aulas y oficinas para establecer un centro satélite en Springfield. La UMass buscaba 25.000 pies cuadrados de espacio que utilizaría para aulas, oficinas de la facultad y otros usos, con la opción de duplicar la cantidad de espacio en una fecha posterior. El 23 de noviembre de 2013, el gobernador Deval Patrick y el presidente de la Universidad de Massachusetts, Robert L. Caret, anunciaron la selección de Tower Square en el centro de Springfield como el nuevo centro satélite de la universidad. La universidad alquilaría 27.321 pies cuadrados en el segundo piso del edificio de 30 plantas, que es propiedad de la Massachusetts Mutual Life Insurance Co. y está situado en el 1500 de Main St. La UMass planeaba establecer programas académicos en el centro a partir del otoño de 2014.
En 2014, el estado de Massachusetts concedió 5,2 millones de dólares al centro satélite de Springfield para que la universidad pudiera terminar la construcción y comprar el mobiliario.
El centro satélite, administrado por el campus de Amherst, abrió sus puertas en marzo de 2014, inscribiendo a los estudiantes en septiembre de ese mismo año. Los programas incluyen enfermería, educación, administración de empresas, asesoramiento sobre adicciones y clases de GED. La inscripción en los más de 20 cursos que se ofrecen en el centro ha crecido de 250 estudiantes en el otoño de 2014, cuando se abrió, a 850 en la primavera de 2016, según Daniel Montagna, director de operaciones del centro. Desde cursos que conducen a licenciaturas y doctorados en enfermería hasta un máster en administración de empresas, y desde un programa de certificación docente de 180 días hasta un programa de certificación en ciberseguridad impulsado por una inversión de 5 millones de dólares de MassMutual.